# Mountain Equipment
Mountain Equipment ist eine britische Marke für Outdoor-Bekleidung. Sie ist Teil der Outdoor & Sports Co. Ltd. mit Sitz in Hyde (Tameside), England. Die Firma produziert Jacken, Hosen, Zubehör, Rucksäcke und Schlafsäcke.
Mountain Equipment wurde 1961 gegründet und war Ausrüster jeder britischen Erstbesteigung eines Achttausenders und beider Polexpeditionen.
Das Unternehmen ist Kooperationspartner von AMI (the Association of Mountaineering Instructurs), von BMG (British Mountain Guides), der JDAV (Jugend des Deutschen Alpenvereins) und von Plas Y Brenin (Wales).